# (657) Gunnlod
(657) Gunnlod es un asteroide perteneciente al cinturón de asteroides descubierto el 23 de enero de 1908 por August Kopff desde el observatorio de Heidelberg-Königstuhl, Alemania.
Está nombrado por Gunnlod, hija del gigante Suttung en la mitología nórdica.